# Nicola D'Alagni
Nicola D'Alagni (Castellaneta, 5 febbraio 1865 – Castellaneta, 9 gennaio 1943) è stato uno storico e pittore italiano.
Nato in una famiglia ricca di vocazioni ecclesiastiche e  religiose e con numerosi personaggi insigni per cultura o per meriti nella vita civica del paese di Castellaneta.
Fra i suoi avi emergono ben 3 sindaci, Nicolò d'Alagni (1662), Nicolantonio d'Alagni (1664), Francesco d'Alagni (1668), Giovan Carlo d'Alagni (1758)
Inizia gli studi presso il Seminario Vescovile conseguendo il diploma magistrale. 
A Castellaneta svolse la sua attività di insegnante (è stato il maestro di Rodolfo Valentino) e si dedicò con passione alla ricerca storica sulla sua città. 
Non ha pubblicato alcuna opera, ma il d'Alagni ha dato un notevole contributo alla storiografia locale. Scrisse le Memorie di Castellaneta, opera che non terminò ma che fu successivamente completata e pubblicata nel 1980 da mons. Donato Colafemmina con il titolo Castellaneta nei manoscritti del prof. Nicola d'Alagni. In tale libro vengono narrati gli avvenimenti più salienti dei secoli scorso, dai fatti del 1799 a quelli della Carboneria, dalle leggi eversive del feudalesimo agli episodi del brigantaggio preunitario e postunitario nel territorio della Provincia di Taranto.
Nicola d'Alagni si è occupato anche di pittura.

## Opere pittoriche principali
- Il bacio di Giuda (Palazzo Vescovile di Castellaneta);
- Maria SS.ma del soccorso (Palazzo Vescovile di Castellaneta);
- ritratto del cardinal Bartolomeo d'Avanzo (sacrestia della Cattedrale di Castellaneta);
- ritratto  di mons. Federico De Martino (sacrestia della Cattedrale di Castellaneta).